# 안정성 완화
안정성 완화(Relaxed stability)는 항공에서는 항공기의 안정성이 낮거나 부정적인 경우를 이른다.
안정성이 낮은 항공기는 피치와 뱅크 각도를 자발적으로 변경하는 경향이 있다. 부정적인 안정성을 가진 항공기는 특정 자세를 유지하기 위해 트림(trim)할 수 없으며, 피치 또는 롤에 방해가 있을 때 계속해서 증가하는 속도로 방해 방향으로 피치 또는 롤을 계속한다.
이는 특정 자세로 비행하도록 조정될 수 있는 긍정적인 안정성을 갖춘 항공기의 동작과 대조될 수 있으며, 이는 제어 입력이 없을 때 계속 유지되며, 교란되면 단순 조화 운동으로 진동한다. 주변의 규모가 감소하고 결국 트림(trim) 처리된 상태로 돌아간다. 확실히 안정적인 항공기는 어떠한 뱅크 이동에도 저항한다. 세스나 152는 안정적인 항공기의 예이다. 마찬가지로, 중립 안정성을 갖춘 항공기는 제어 입력 없이는 원래 자세로 돌아가지 않지만 꾸준한(증가도 감소도 아닌) 속도로 계속해서 롤링 또는 피치를 수행한다.